# Северный (Луганская область)
Северный (укр. Сєверний; ранее — Посёлок Шахты № 2-Северная) — посёлок, относится к Краснодонскому городскому совету Луганской области Украины. Находится под контролем самопровозглашённой Луганской Народной Республики.

## Географическое положение
Соседние населённые пункты: посёлок Северо-Гундоровский, сёла Малый Суходол, Беленькое на западе, Поповка, Подгорное и Большой Суходол на севере.

## Общие сведения
Основан в 1949 году в соответствии с четвёртым пятилетним планом восстановления и развития народного хозяйства СССР, посёлок городского типа с 1954 года.
В 1983 году здесь действовали шахта «Северная», участок шахты «Суходольская», средняя школа, медпункт, три библиотеки и клуб.
В январе 1989 года численность населения составляла 3002 человека.
После провозглашения независимости Украины к востоку и югу от посёлка проходит граница между Украиной и Россией.
В январе 2013 года численность населения составляла 1894 человека.
С весны 2014 года находится под контролем самопровозглашённой Луганской Народной Республики.

## Транспорт
Находится в 9 км от ближайшей железнодорожной станции Изварино.

## Местный совет
94425, Луганская обл., Краснодонский городской совет, пгт. Северный, ул. Ленина, 6